# UniKKatiL
 (avril 2018).
Si vous disposez d'ouvrages ou d'articles de référence ou si vous connaissez des sites web de qualité traitant du thème abordé ici, merci de compléter l'article en donnant les références utiles à sa vérifiabilité et en les liant à la section « Notes et références ».
Unikkatil (stylisé UniKKatiL), de son vrai nom Viktor Palokaj (né le 18 mars 1981 à Prishtina, Kosovo), est un rappeur albanais. Il est membre du groupe The Bloody Alboz, vivant actuellement dans le Bronx (New York), ainsi qu'en Californie.

## Biographie
Originaire de la commune d'Istog dans l'ouest du Kosovo, UniKKatiL grandit à Prishtina, où il fait ses études primaires et secondaires. Unikkatil, élève discipliné, devient un élève perturbateur qui se fait renvoyer trois fois de l'école. À l'âge de 12 ans seulement, Viktor Paloka commence sa carrière en tant que rappeur, mais il n'a aucun succès. Il enregistre ses premiers sons en 1992, intitulés Demokraci et Ta zhdukim policin (qu'on fasse disparaître la police). En 1993, il  enregistre son premier morceau professionnel intitulé Zinxhirt që s'kputen (les chaînes qui ne rompent pas).
En 1995, son meilleur ami, Dren Thaqi, meurt dans un accident de train. Viktor Paloka enregistre le morceau nommé Shpirti n'paqe (l'âme en paix) en souvenir de son ami. En 1996, le jeune rappeur a des problèmes avec une autre famille albanaise. Sa famille décide alors d'émigrer aux États-Unis, dans le Bronx, où beaucoup d'Albanais vivent. En 1998, UniKKatiL enregistre un morceau intitulé Albanian Rule avec quelques rappeurs du groupe ABI. Viktor Paloka travaille la chanson intitulée If I Die U Die qui va être considérée comme la meilleure chanson rap de style occidental. Celui-ci forme le groupe The Bloody Alboz (TBA).
UniKKatiL possède son propre label aux États-Unis, Conqueror Records, où il travaille tous ses morceaux. Son album Armiqt suprem (ennemis suprêmes), enregistré avec les membres des TBA, bat le record d'albums de rap vendus au Kosovo. 8 000 copies sont vendues en seulement trois jours. En 2008, UniKKatiL sort l'album Kanuni i Katilit (le canon de Katil) en référence au Kanuni Lekë Dukagjinit et au diminutif de son nom d'artiste Katili (le cynique).
En 2011, à la suite de son dernier featuring avec 2PO2 sur le morceau Fitore e Sinqert (victoire honnête), le clip atteint la 53e place des vidéos les plus vues sur YouTube. Il collabore aussi avec l'artiste sur le morceau Kryt nalt (la tête haute). En fin d'année, UniKKatiL et Klepto/Special-k, un chanteur des Bloody Alboz, sortent un nouveau morceau intitulé A nive (t'as entendu), le morceau atteint la première place en quelques jours sur iTunes en Europe[réf. nécessaire] .En 2012, après treize ans passés loin de son pays, il revient à Prishtina et assure un concert au Kosovo. La même année, UniKKatiL prépare un nouvel album.[réf. nécessaire]
En 2017, il annonce quelques dates en Albanie.

## Discographie
- 2003 : Shihemi N'Përkujtime
- 2004 : Fjalt e pavdekshme
- 2005 : Unikkatil Prezenton TBA
- 2006 : Armiqt Suprem
- 2008 : Kanuni i Katilit